# Aristocypha fenestrella
Aristocypha fenestrella är en trollsländeart som först beskrevs av Jules Pièrre Rambur 1842.  Aristocypha fenestrella ingår i släktet Aristocypha och familjen Chlorocyphidae. Inga underarter finns listade i Catalogue of Life.